# Androgeo
Androgeo (in greco antico: Ἀνδρόγεως?, Andrògheōs) è un personaggio della mitologia greca. Fu un principe di Creta.

Viene citato anche con il nome di Attore.

## Genealogia
Figlio del re di Creta Minosse e di Pasifae, fu padre di Alceo e Stenelo, che divennero compagni di Eracle.

## Due versioni del mito
Sul personaggio Androgeo e sulla sua morte prematura si hanno due versioni. In una si racconta delle sue doti atletiche e in virtù delle quali prese parte ai giochi atletici promossi da Egeo, padre di Teseo e dove, avendo dato prova di notevoli capacità vincendo ogni gara, Egeo, geloso e timoroso per la vicinanza di Androgeo con i figli di Pallante (fratello di Egeo stesso), che cercava di detronizzarlo lo fece uccidere sulla via di Tebe.
In un'altra versione Androgeo venne ucciso da giovani Ateniesi durante i giochi ginnici per la sua evidente supremazia atletica. Minosse, tuttavia, poco dopo vendicherà l'uccisione del figlio, sconfiggendo gli Ateniesi e obbligandoli ad un tributo annuo di sette giovani e sette giovanette da sacrificare dandoli in pasto al Minotauro.
Ne parla Virgilio nei libri II (vv. 370 e seguenti) - presentandolo come frutto dell'insensatezza e dell'efferatezza della guerra - e VI dell''Eneide (v. 20); Enea osserva le incisioni di Dedalo sul portone del tempio dedicato ad Apollo, presso i segreti recessi della Sibilla cumana (v. 10), e vede sui battenti la morte di Androgeo (in foribus letum Androgeo).